# Протогеометрический стиль

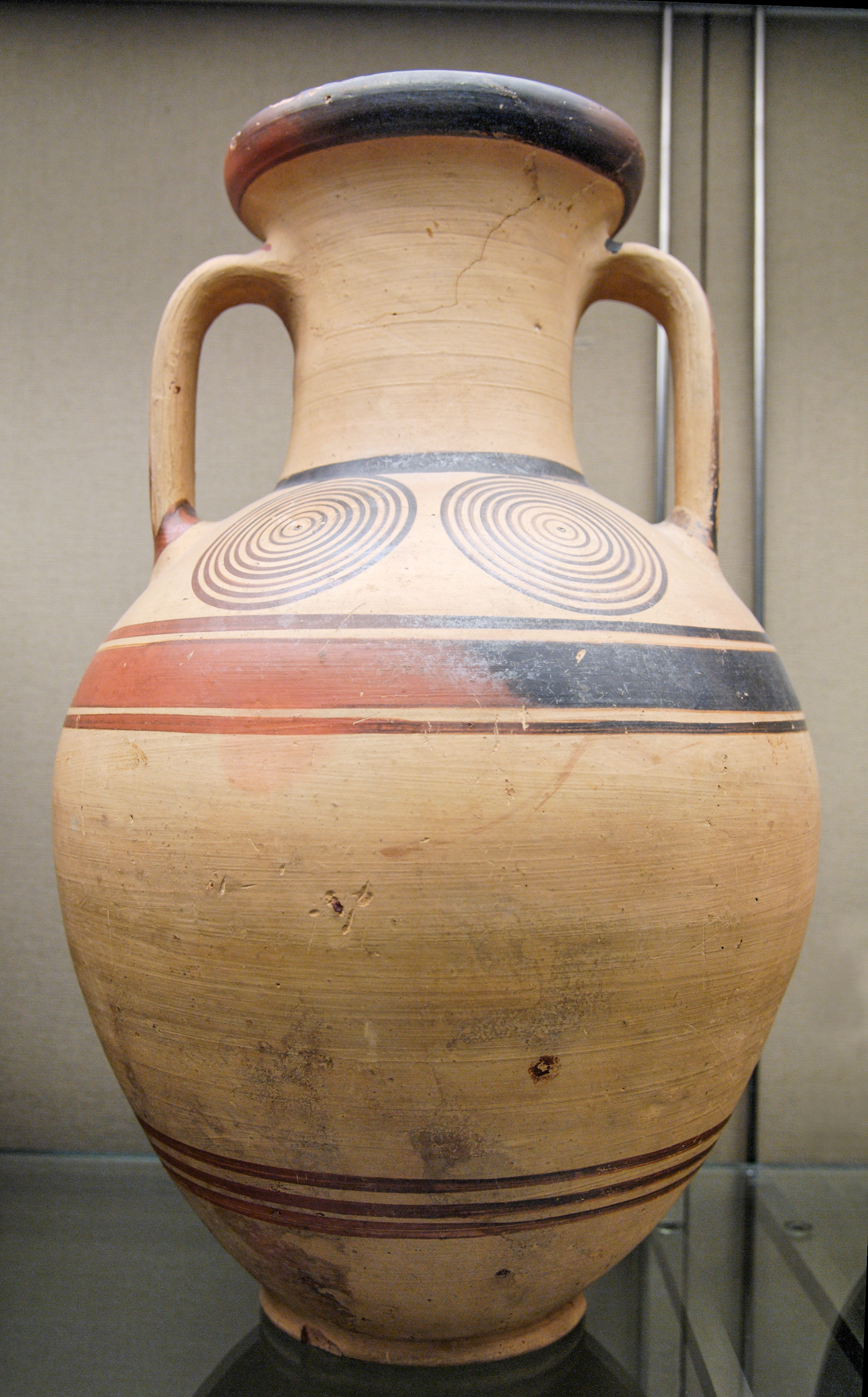
Протогеометрическая амфора, около 975—950 гг. до н. э. Изготовлена в Афинах. Коллекция Британского музея

Протогеометрический стиль — тип греческой вазописи, характерный для среднего периода «тёмных веков» (примерно 1150—900 гг. до н. э.). Через примерно столетие после крушения микенской цивилизации в результате дорийского вторжения появление псевдогеометрической керамики стало первым признаком культурного возрождения (до этого существовала весьма примитивная субмикенская керамика, достижения микенского периода были в основном забыты). Благодаря использованию быстрого гончарного круга сосуды этого периода технически более совершенны, чем сосуды раннего этапа «тёмных веков». Декоративные элементы на протогеометрических сосудах ограничиваются чисто абстрактными мотивами; чаще всего встречаются широкие горизонтальные полосы вокруг горла и середины, а также концентрические круги, нанесённые при помощи циркуля и нескольких мазков.
Среди инноваций нужно отметить некоторые новые формы амфор, возникшие под микенским влиянием, такие, как амфора с ручками в средней или горловой части, кратер и лекиф. Аттические гончары изменили форму этих сосудов благодаря использованию быстрого гончарного круга — увеличилась их высота, а следовательно, и площадь нанесения рисунка.
Начиная с 9 в. до н. э. протогеометрический стиль сменяется геометрическим стилем.